# Aron Matthews

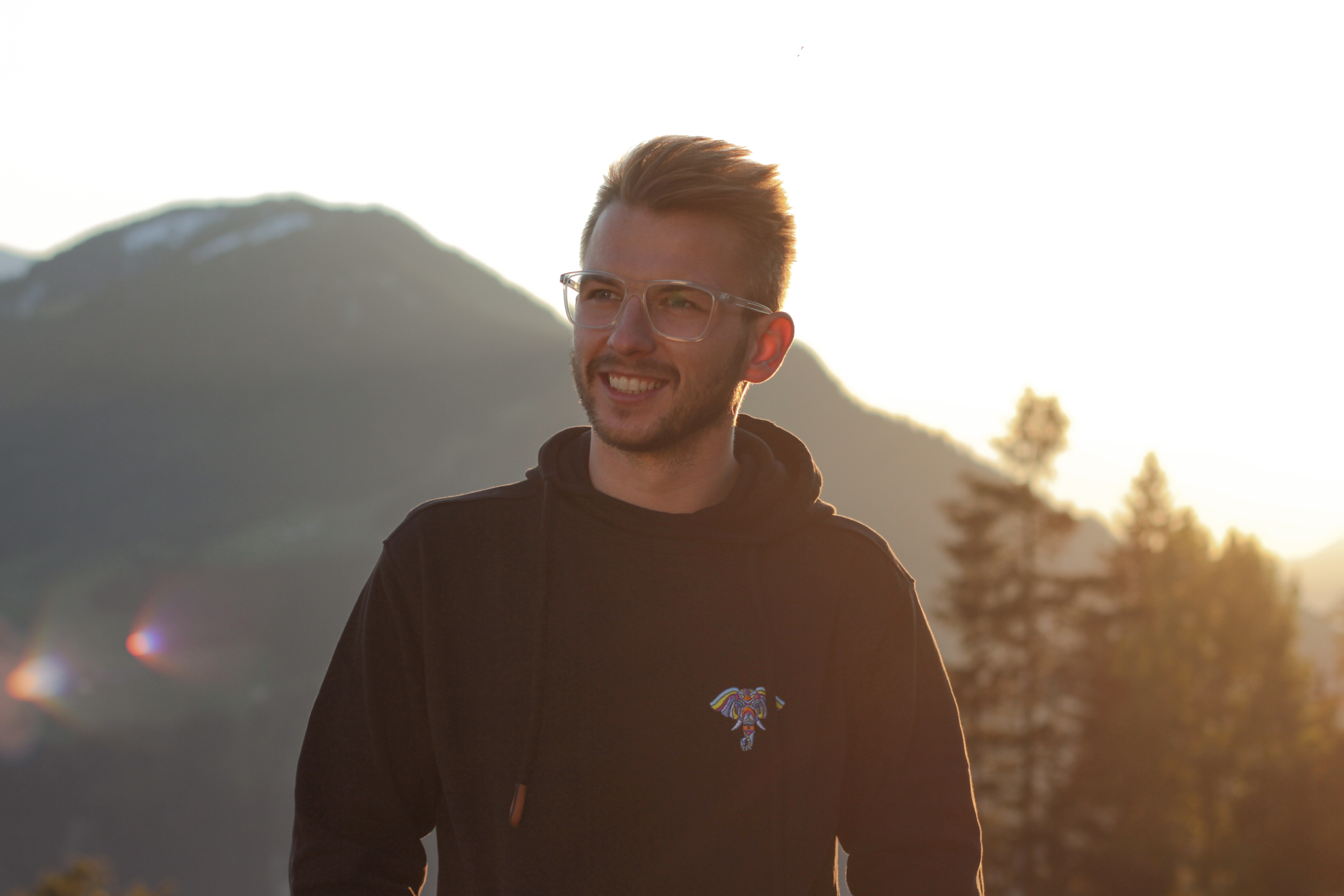
Aron Matthews

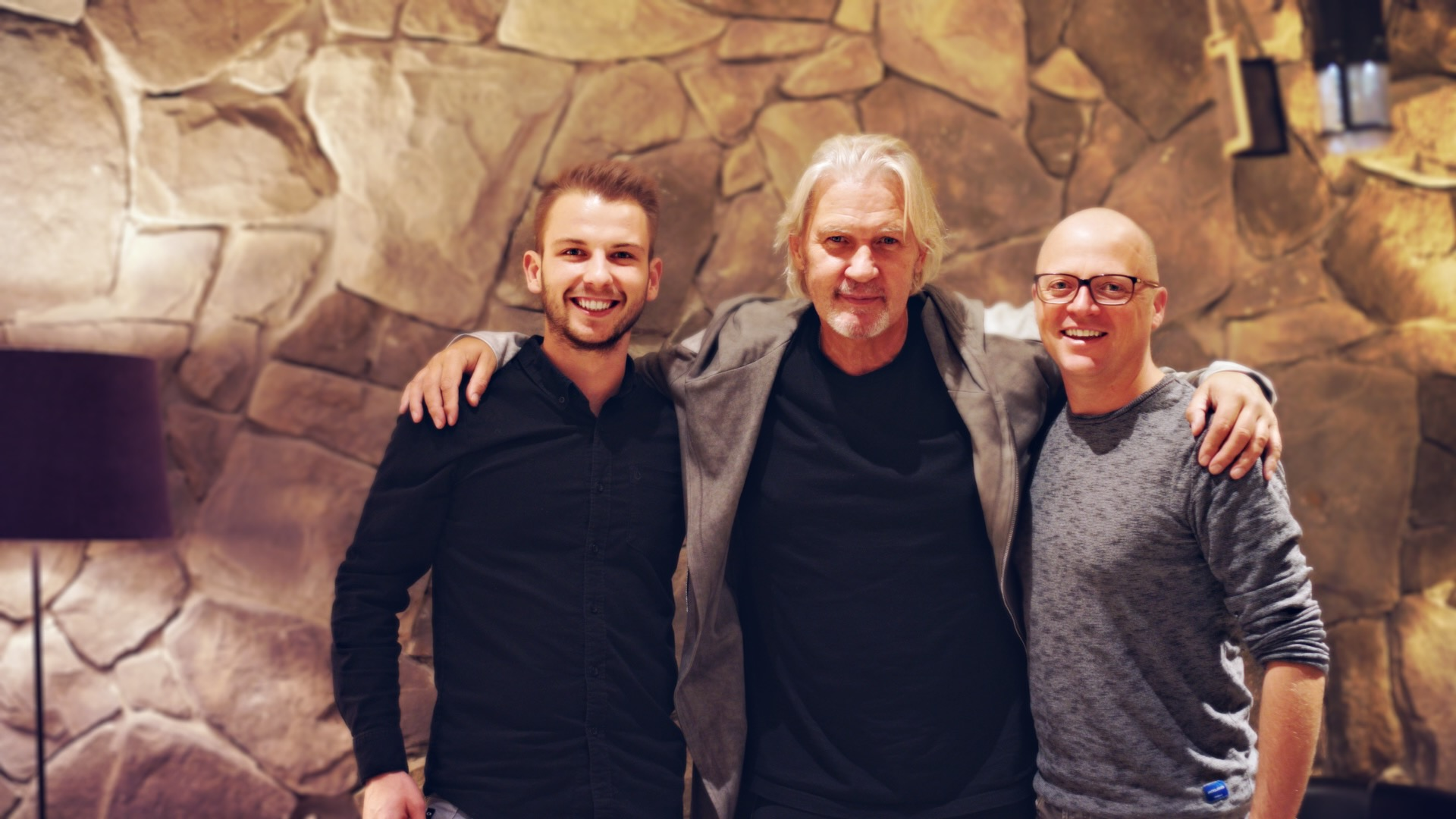
Aron Matthews / Jonny Logan / Manu Stix

Aron Matthews (* 18. September 1994 in Schwaz als Aron Matthias Aschaber) ist ein österreichischer Musikproduzent, DJ und Komponist. Er produziert und spielt eine Mischung aus House, Funk, Indie-Pop, elektronischen und akustischen Instrumenten.

## Karriere

### Anfänge
Seit 2008 stand Aron Matthews mit diversen Bands als Tour-Schlagzeuger auf der Bühne und kann somit über 600 Liveauftritte verbuchen (Stand 2020). Zusammen mit dem Milser Produzenten Manuel Stix produzierte er 2014 deren erstes gemeinsames Projekt „Merry Christmas to the World“. 2020 wurde die Single mit dem mehrfachen Eurovision-Songcontest-Gewinner Johnny Logan neu aufgenommen.

### Solo-Karriere
Im Juli 2019 erschien „Beachtime“, der erste Release unter seinem Künstlernamen Aron Matthews. Er arbeitet und komponiert seit 2019 mit mehreren verschiedenen Künstlern zusammen, unter anderem mit Andreas Steiner und Philipp Köll, mit denen mehrere Singles aufgenommen und veröffentlicht wurden. Mit „Let Me Go“ (2019) feierte er erste Erfolge, wobei 2020 die Single „Over Again“ den Weg für den internationalen Durchbruch ebnete. Die Single stieg nach der Veröffentlichung im Juni 2020 rasch in die österreichischen Charts ein und erreichte auch in Deutschland, Italien und anderen europäischen Ländern Beachtung. Am 4. September des gleichen Jahres folgte die Single „September and You“.

## Privates
Aron Matthews wuchs in Schlitters im Zillertal auf und erlernte schon früh einige Instrumente wie z. B. Hackbrett, Schlagzeug und Klavier. In einem Tiroler Musikhaus schloss er eine Lehre als Einzelhandelskaufmann ab. Durch einen Zufall entstand in selbigen Musikhaus die Zusammenarbeit mit dem Produzenten Manu Stix, in dessen Tonstudio „Ambient Studio“ fortan gemeinsame Projekte realisiert wurden.

## Diskografie

### Singles
- 2019: Beachtime
- 2019: Let Me Go (feat. Andy T. J. Steiner)
- 2020: Let Me Go (Acoustic Version)
- 2020: Over Again (feat. Montan)
- 2020: Over Again (Club Edition)
- 2020: September and You (feat. Tom Joseph)
- 2021: Feels Like Home (feat. Sheffield)
- 2021: Feels Like Home (Acoustic Version feat. Sheffield)
- 2021: Goodbye - Aron Matthews, Felicia Lu
- 2022: Loosing Streak - Aron Matthews, Maël & Jonas, Felicia Lu